# Operation Renntier
Operation Renntier var en tysk operation under andra världskriget vars mål var att säkra nickelgruvorna i finska Petsamo från Sovjetunionen.
Efter den tyska ockupationen av Norge började operationen att planeras 13 augusti 1940 och den blev klar i oktober. Planen gick ut på att två divisioner ur Gebirgskorps Norwegen, utifall att ett nytt krig mellan Finland och Sovjetunionen bröt ut, skulle ockupera de strategiskt viktiga gruvorna i Petsamo och se till att Sovjetunionen inte fick tag i dem.
Planerna kom till användning vid inledningen av Operation Barbarossa och utfördes 22 juni 1941 utan några incidenter. Operationen följdes upp av Operation Platinfuchs som var en del av ett anfall mot Murmansk i en större operation kallad Operation Silberfuchs.